# Невеста Чаки
«Невеста Чаки» (англ. Bride of Chucky) — американский комедийный слэшер 1998 года, снятый написанный Ронни Ю по сценарию Дона Манчини, четвёртый во франшизе «Детские игры». В фильме преобладают чёрный юмор и элементы пародии. Также в этой части нет Энди Барклая. Сюжет сосредоточен на Чаки — кукле, одержимой серийным убийцей — и его бывшей любовнице и сообщнице Тиффани, чья душа также переносится в куклу. В главных ролях: Дженнифер Тилли, Брэд Дуриф, Джон Риттер, Кэтрин Хейгл и Ник Стабайл.
«Невеста Чаки» появилась в прокате 16 октября 1998 года и собрала более 50 миллионов долларов по всему миру при бюджете в 25 миллионов долларов. Фильм получил смешанные отзывы от критиков. Продолжение — «Потомство Чаки» — вышло в 2004 году.

## Сюжет
Чаки попадает к своей бывшей девушке, обворожительной Тиффани, которая восстанавливает его после почти полного разрушения тканей и потери части одежды. Она мечтает о женитьбе с Чаки, но тот рассказывает ей, что подаренное им ей кольцо не обручальное. Она запирает его в клетке, но он выбирается и убивает красотку и переселяет её душу в не менее обворожительную куклу-невесту. Тиффани в новом теле куклы кардинально изменяет её имидж. И вот, обтянутая в кожу Тиффани и Чаки, одержимый мечтой вернуть своё тело, отправляются к могиле Чарльза, в которой хранится амулет, способный вернуть им человеческий облик. По пути к своей могиле, Чаки не только влюбился в свою подружку-куклу, но и женился на ней, а потом и вовсе занялся с ней любовью. Двое влюблённых, Джейд и Джесси, становятся заложниками кукол-маньяков, при этом в череде убийств обвиняют самих себя. Им приходится скрываться от полиции и выполнять требования серьёзно настроенных убийц.
В финале Тиффани сильно обгорает в пожаре, но выживает и наносит ранение Чаки, несмотря на свою любовь к нему. Затем она умирает (во время драки на лопатах Чаки протыкает её ножом), но сзади подбегает Джесси и лопатой сбрасывает Чаки в могилу последнего. Приехавший полицейский попытался арестовать парочку, но Джейд выхватывает у полицейского револьвер и расстреливает Чаки. На рассвете, Джейд и Джесси уходят. Полицейский стал осматривать труп Тиффани, и вдруг она рожает окровавленного кукольного младенца с острыми зубами (будущий Глен Рэй), который за кадром загрызает полицейского.

## В ролях
| Актёр           | Роль                             |
| --------------- | -------------------------------- |
| Дженнифер Тилли | Тиффани                          |
| Брэд Дуриф      | Чаки                             |
| Кэтрин Хайгл    | Джейд                            |
| Ник Стэбайл     | Джесси                           |
| Алексис Аркетт  | Говард Фитцуотер / Дэмиен Бейлок |
| Кэти Наджими    | Тэбби                            |
| Джон Риттер     | Уоррен Кинкейд                   |

## Саундтрек
- Роб Зомби — «Living Dead Girl»
- Screamin' Cheetah Wheelies[англ.] — «Boogie King»
- White Zombie — «Thunder Kiss '65»
- Coal Chamber — «Blisters»
- Monster Magnet — «See You in Hell»
- Judas Priest — «Blood Stained»
- Type O Negative — «Love You to Death»
- Slayer — «Human Disease»
- Stabbing Westward[англ.] — «So Wrong»
- Powerman 5000 — «The Son of X-51»
- Брюс Дикинсон — «Trumpets of Jericho»[9]
- Static-X — «Bled for Days»
- Motörhead — «Love for Sale»
- Kidneythieves — «Crazy»
- Грэм Ревелл — «We Belong Dead»
- Blondie — «Call Me»

## Приём
На сайте-агрегаторе рецензий Rotten Tomatoes фильм имеет рейтинг одобрения 50 % на основе 38 рецензий со средней оценкой 5,7/10. Консенсус критиков сайта гласит: «Невеста Чаки лишена какого-либо страха, и франшиза стала утомительно самопародийной, хотя поклонники ужасов могут найти некоторое удовольствие в лагерном факторе этой четвёртой части». Зрители, опрошенные CinemaScore, поставили фильму среднюю оценку «B» по шкале от A+ до F.
Лоуренс Ван Гелдер, пишущий для The New York Times, дал фильму в основном негативную рецензию, написав, что «новизна кровавого фильма ужасов, построенного вокруг злобной куклы, несущей в себе душу серийного убийцы, устарела». Лиза Шварцбаум из Entertainment Weekly поставила фильму оценку «D», назвав его «отхаркиванием мультяшной крови», который «в значительной степени опирается на самореферентные шутки». Ксан Брукс из The Independent дал фильму два балла из пяти, написав: «Невеста Чаки сочетает в себе серию юмористических отступлений и рефлекторную шоковую тактику».
Джон Андерсон из The Los Angeles Times писал, что «Ронни Ю доит полную бессмысленность существования Чаки изо всех сил и знает условности жанра достаточно хорошо, чтобы поклонники ужасов могли чувствовать полное удовлетворение — на уровнях как хаоса, так и гротескного юмора». Мик ЛаСалль из San Francisco Chronicle написал, что «никто не спутает „Невесту Чаки“ с классикой, такой как „ Невеста Франкенштейна“ , но любой, кто ищет неприятный смех, будет в восторге». Марк Савлов из The Austin Chronicle поставил фильму три с половиной звезды из пяти; он похвалил её визуальные эффекты и «остроумный, содержательный сценарий» и написал: «Эта четвёртая часть франшизы о куклах-убийцах, безусловно, лучшая, удивительно трогательная история о любви и расчленении размером с пинту, которая удивительно хорошо сделана».
Брэд Дуриф сказал, что «Невеста Чаки» — его личный любимый фильм из этой серии.